# W.I.T.C.H.
| Portal | Portal:Disney |

W.I.T.C.H. er en italiensk Disney-tegneserie, skabt af Elisabetta Gnone.
Serien handler om en gruppe piger med magiske evner; Will, Irma, Taranee, Cornelia og Hay Lin.
Lene Kaaberbøl har skrevet en bogserie, der foregår i W.I.T.C.H.-universet og har de fem piger som hovedpersoner.
Tyske SIP Animation Berlin har lavet en tegnefilmserie i 52 afsnit 2004-2006 baseret på de italienske bøger.

## Figurer
De fem W.I.T.C.H.-piger er Will, som er lederen og svømmer, Irma, som er humoristisk og hersker over vandet, Taranee, som er et med ilden og er vild med fotografering, Cornelia, der skøjter og har magt over jorden, og den kunstneriske Hay Lin, som er let som luften, og som har en bedstemor, der er i Kandrakar. Sammen kæmper de mod fjender som Nerissa, Phobos, Yua, Dark Mother, og mange flere.
W.I.T.C.H.-bladet er stoppet og sægles ikke mere i Danmark.

## BogserienW.I.T.C.H.
1. Salamanderens hjerte, 2002, ISBN 87-7932-697-8
2. Stilnerens musik, 2002, ISBN 87-7932-698-6
3. Havets ild, 2002, ISBN 87-7932-699-4
4. Grøn magi, 2002, ISBN 87-7932-346-4
5. Den Grusomme Kejserinde, 2002, ISBN 87-7932-702-8 og ISBN 87-7932-347-2
6. Krystalfuglene I: Stenfalken, 2003, ISBN 87-7932-727-3
7. Krystalfuglene II: Ørnekløer, 2003, ISBN 87-7932-728-1
8. Krystalfuglene III: Uglens skygge, 2003, ISBN 87-11-21291-8
9. Krystalfuglene IV: Den gyldne føniks, 2003, ISBN 87-11-21292-6

W.I.T.C.H.-bøgerne er skrevet på engelsk og siden oversat til dansk og andre sprog.